# Dumrea
Dumrea, in albanese chiamata anche 'Dumreja' o 'Dumre', è la zona collinare che precede la pianura di Myzeqe, nel distretto di Elbasan. In base alla propria conformazione geologica, Dumrea presenta i tratti di un altopiano tettonico-vulcanico, e per tutta la sua estensione presenta variazioni di altitudine non superiori ai cinquanta metri; data la scarsa altitudine rispetto al livello del mare, tuttavia, viene definito principalmente come zona collinare.
Comprende il territorio di cinque comuni, tutti appartenenti al distretto di Elbasan: Belsh, Shalës, Grekan, Kajan, e Fierzë. La zona, che si estende per 215 km² confina a sud con il distretto di Kuçovë, è delimitata ad est dalla pianura di Elbasan, a nord con la distretto di Peqin, e a ovest con il distretto di Lushnjë.
Conosciuta per la bellezza del suo paesaggio, diventa di particolare interesse durante il XIX e XX secolo, quando il capoluogo Belsh viene proposto come capitale dell'Albania da una delle personalità più note del rinascimento albanese, Sami Frashëri.

## Geografia

### Confini e paesaggio
La maggior parte della superficie ha un'altezza tra i 150 e i 200 m s.l.m., mentre nella zona lacustre più di 80, sebbene vi siano variazioni secondo le stagioni. Il grande numero di laghi presenti è dovuto alla particolare geologia del territorio, ove prevale l'elemento carsico. I bacini si sono sviluppati a causa dell'allargamento continuo delle doline carsiche. L'ultima in ordine cronologico si è aperta nell'aprile 2009, nel comune di Shalës, con un diametro iniziale di 30 metri e la profondità di 100 metri. Altre tre doline si sono sviluppate rispettivamente nel 1982, nel 1998, e nel 1999, quest'ultima nel comune di Fierzë.
In termini geografici, il rilievo è una zona collinare situata all'ingresso della pianura più grande dell'Albania. Di forma prevalentemente circolare, Dumrea è delimitata principalmente del fiume Shkumbin al nord e del fiume Devoll al sud, che rappresentano anche i confini naturali con le altre regioni.
Il grande numero dei laghi rappresenta l'elemento più caratteristico della zona. I laghi, infatti, rappresentano il 3% del territorio complessivo di Dumrea. Essi sono presenti omogeneamente in quasi in tutto il territorio, con una predominanza nella parte nord-ovest. Spiccano per dimensioni il lago di Cestije (9,7 km²), Seferaj (8,7 km²) e il lago di Merhoja (6,5 km²). I laghi più profondi sono quello di Merhoje con 61 metri di profondità, seguito da Peraska 52 metri e Cërraga 29 metri.

### Clima
Durante l'estate si possono toccare picchi di 44 gradi, mentre gli inverni sono miti. Ciò è dovuto principalmente alla conformazione carsica della zona. Il clima del territorio è principalmente mediterraneo, caratterizzato perciò da estati secche e inverni piovosi. Il fenomeno della siccità nei mesi estivi è uno dei problemi maggiori per la zona, anche se le fonti idriche presenti sono complessivamente buone, in rapporto alla superficie del territorio.
I venti sono moderati e la zona rappresenta una barriera per le correnti calde provenienti dal mare Adriatico e quelle fredde che provengono dalle zone montuose all'interno del paese.

### Idrografia
Nella parte nord, Dumrea è delimitata dal fiume Shkumbin, che rappresenta uno dei maggiori corsi d'acqua della zona. A sud è situato il fiume Devoll, altra arteria importante per la regione di Elbasan. L'altopiano è percorso anche dal fiume Paper, lungo circa 7 km, e il fiume "Babelyci", lungo circa 8,5 km, con una portata incostante durante l'anno.
I laghi compongono quasi il 3% di tutto il territorio, alcuni dei quali sono prosciugati e utilizzati per l'irrigazione dei campi durante i mesi estivi.

## Flora e fauna
La vegetazione della zona è abbastanza povera, eccetto alcune aree del comune di Grekan, dove sono presenti radi boschi. Tra i principali alberi nella zona vi sono il pino, principalmente nei villaggi di Rrasë e Cerragë, il pioppo, diffuso generalmente in tutto il territorio, e il salice, vicino ai laghi. Prima della seconda guerra mondiale, in tutto il territorio predominavano i boschi, e l'albero più diffuso era la quercia. Tra il 1950 e il 1970 venne messo in atto un ampio piano di deforestazione e il territorio venne quasi interamente reso coltivabile. A partire dagli anni 1990 una parte del territorio è stata ripiantata di vigneti e ulivi.
Nei laghi si possono trovare diversi tipi di pesce, tra i quali la trota e la carpa. Nei laghi meno profondi vi è una diffusa presenza del giglio d'acqua.

## Toponimo
Il significato del toponimo Dumrea non è certo e non vi sono fonti ufficiali sulla sua provenienza. Letteralmente il termine significa "duam re", "vogliamo nuvole", locuzione coniata e utilizzata in lingua albanese come una sorta di preghiera in tempi di gravi siccità. Proprio questa definizione è generalmente la più accettata dagli abitanti, a ragione delle siccità che nei mesi estivi colpisce l'intera zona.

## Storia

### Antichità e medioevo
La zona, trovandosi in una favorevole posizione geografica e molto vicina alla via Egnatia, è sempre stata sia un'importante via di comunicazione e un favorevole luogo d'insediamento.
I primi insediamenti risalgono all'epoca del bronzo, e si sono protratti successivamente fino a divenire più stabili attorno al IV-VI secolo, in concomitanza con la costruzione del castello di Gradishte, del quale esistono ancora alcune rovine. Le fortificazioni sono più evidenti nella parte sud della zona, e arrivano fino un metro di altezza. All'interno dei muri si trovava un'officina di ceramica con quattro diversi ambienti di lavorazione.

### Storia moderna e contemporanea
Dopo la caduta dell'Albania sotto l'occupazione ottomana, il castello venne distrutto e la popolazione costretta a rifugiarsi nelle zone montane, prevalentemente nelle regioni vicine di Sulovë, Vërçë, Kërrabë, e nella pianura di Myzeqe.
Durante il XVIII secolo giunsero agricoltori e contadini a popolare la zona. Nel villaggio di Dragot venne edificata la prima chiesa della zona, diventata patrimonio culturale nel 1967, che però venne distrutta nel 1981.
Generalmente i nomi dei villaggi corrispondono coi nomi dei primi abitanti che si insediarono e costruirono le prime case. Il villaggio Dragot è un esempio tipico, prendendo il nome da "Tare Dragoti", giunto dalle regioni montuose del sud. In questo modo, dopo l'insediamento dei primi abitanti si crearono anche altri villaggi e paesi, tra i quali Hysaj, Seferaj e altre frazioni più piccole.
Negli anni a cavallo del XX secolo e fino agli anni trenta del XX secolo si accentuò il fenomeno delle profonda trasformazione fondiaria, che produsse un grande frazionamento della proprietà terriera. La frammentazione si verificò a causa della vendita delle superfici agli agricoltori da parte dei latifondisti locali.
Con l'avvenuto della dittatura e l'espropriazione, cominciarono le prime costruzioni dei villaggi e la deforestazione. Il legname servì per la costruzione delle prime ferrovie del paese. Le piccole testimonianze rimaste si trovano nei villaggi di Dëshiran e Rrasë. La creazione delle cooperative agricole segnò il periodo della grande migrazione verso il territorio di Dumrea di popolazioni provenienti dalle regioni di Gramsh e Skrapar. Dopo la caduta della dittatura comunista, negli anni 1990, i terreni agricoli vennero assegnati dallo stato in proporzione al numero di abitanti, fatto questo che modificò anche la struttura di alcuni villaggi, e fece nascere molti conflitti tra i vecchi e i nuovi proprietari terrieri.
A partire da quel periodo, l'area ha conosciuto un incremento demografico.

## Cultura e folclore

### Cultura e eventi
La cultura di Dumrea è ricca e antica. In tutti i comuni esistevano le "case di cultura", costruite durante la dittatura: luogo di incontro per gli eventi di maggiore importanza della vita sociale della zona. L'unica ancora esistente si trova nel comune di Belsh, e conserva la struttura originale.
Come da tradizione in tutta la prefettura di Elbasan, anche in Dumrea non c'è comune o frazione che non festeggi "il giorno della primavera", che si celebra nella notte del 13 marzo e per tutto il giorno 14. Questa festa - che presenta similitudini con la festa di Halloween specie i rituali del giorno 13 - è uno degli eventi più importanti di tutta l'Albania, ed è per questo considerata festa nazionale.

### Folclore
Il folclore tipico deriva e nasce nelle popolazioni emigranti del sud. Dumrea ha canzoni e danze tipiche, che vengono cantate in gruppi da 4-5 persone in polifonia. Molto rinomato è il gruppo folcloristico del capoluogo Belsh, che si presenta regolarmente nei festival tradizionali nazionali. Il gruppo ha partecipato anche al festival internazionale di Toscana, giungendo secondo. La zona ha inoltre cinque abiti tipici della propria cultura.

## Territorio e vie di comunicazione
Tutti i cinque comuni che compongono la zona di Dumrea fanno parte del distretto di Elbasan. Al 2001 la popolazione complessiva era di 32 634 abitanti. Il centro più popoloso della zona è Belsh con 12 228 abitanti nel 2001 e 13.995 nel 2011, seguito da Shalës con 6 291 abitanti nel 2001 e Kajan con 6.225. I più piccoli sono Grekan con 4 730 abitanti e Fierzë 3 160 abitanti.

### Territorio
Il territorio della zona di Dumrea è composto prevalentemente da lievi colline e laghi per il 3% del territorio. Quasi tutta la superficie ha un'altitudine tra 150 metri di altezza, nella parte più pianeggiante e arriva fino a 200 metri di altezza, nel punto più alto della collina di Gradisht.
L'urbanistica della zona di Dumrea è costituita prevalentemente da agglomerati che coincidono con i capoluoghi, nonché da frazioni talvolta anche più popolose. In alcune zone, vi sono anche case sparse per il territorio costruite in epoca contemporanea. I centri urbani presentano similitudini tra di loro nelle costruzioni, e prevalgono le case di uno o due piani.
Come tutto il territorio dell'Albania, anche Dumrea ha subito diverse riforme per la divisione della terra, riassegnata ai contadini dopo la caduta del regime comunista.

### Vie di comunicazione
L'essere punto di incontro tra la pianura occidentale e la pianura di Elbasan, e tra il nord e il sud del paese hanno favorito dai tempi più antichi la costruzione di importanti vie di comunicazione. Nella parte nord dell'altopiano si trovava la nota Via Egnatia, costruita nel 146 a.C. su ordine di Gneo Egnazio, Proconsole di Macedonia, da cui prende il nome. In epoca contemporanea lungo le vecchie tracce della via è stata costruita l'autostrada che collega il porto di Durazzo con la parte orientale del paese, per passare poi in Grecia.
Con la creazione dei primi centri urbani, dopo lo sboscamento attuato al principio degli anni 1950, sono state costruite le prime vie interne a collegamento tra i vari villaggi e con la città di Elbasan, attraversando Cërrik, Berat, Kuçovë, e Lushnjë. La maggioranza delle strade interne è sterrata.
La via che attraversa la zona di Dumrea e che collega le città di Elbasan e Lushnjë diminuisce notevolmente i tempi di percorrenza da una città all'altra.
Nel 2011 sono cominciati i lavori per la costruzione dell'autostrada che collega la capitale con le città del sud del paese, attraversando l'altopiano di Dumrea lungo tutto il suo territorio da nord a sud.

## Economia e luoghi di interesse
Nella seconda metà del secolo XX l'altopiano di Dumrea divenne una delle più importanti zone agricole del paese. L'apertura del territorio ai pascoli e la trasformazione in terre coltivabili richiamò l'attenzione delle popolazioni provenienti dalle zone limitrofe, e in pochi anni cominciò la coltivazione e si assistette alla nascita di numerose fattorie di proprietà dello stato.

### Economia
Fino alla seconda guerra mondiale, l'esiguità dei centri urbani e la grande superficie dei pascoli aveva reso la zona una delle più rinomate per l'allevamento del bestiame. Dopo gli anni 1950 prese avvio la coltivazione, soprattutto di grano, mais e tabacco, e si assistette alla nascita di numerosi vigneti. Oltre alle attività agricole, in Dumrea si trovano anche grandi risorse di gas e petrolio. Fino agli anni 1990 erano inoltre in funzione le miniere di Trojësit e Gradisht. Nel 2008 la zona è stato oggetto di studi di ricerca del gas da parte della compagnia italiana AIPA, la quale è giunta a conclusioni positive.
Altra attività abbastanza redditizia per gli abitanti della zona è la pesca. Tra le specie più importanti si possono nominare la trota, la carpa naturale e artificiale, e l'anguilla. I mercati principali sono le città di Elbasan, Peqin e la cittadina di Cërrik, oltre comuni stessi.
Il tessuto imprenditoriale è caratterizzato prevalentemente da piccole e medie imprese, solitamente a gestione famigliare. A partire dagli anni 1990, anche grazie ai sussidi economici del governo in collaborazione con la Banca Mondiale, la produzione di olive è aumentata costantemente. Oltre alla creazione di aree verdi, le iniziative hanno aiutato l'occupazione e permesso la fondazione di tre officine di lavorazione di olio di oliva.

### Luoghi di interesse culturale-naturalistico
La principale caratteristica di interesse turistico è costituita dai laghi e dai centri urbani costituitisi sulle sponde. Si possono distinguere il lago di Belsh, dal quale ha preso il nome anche lo stesso comune, con una superficie di 26.9 ettari, con un massimo di 18 metri di profondità. Il lago di Seferaj, di 87.5 ettari, profondo 20.8 metri, il più grande del territorio di Dumrea. Un altro lago di particolare importanza è il lago di Merhorja, noto per le sue acque molto chiare, di 65.5 ettari e con i suoi 61 metri di profondità divenne uno dei più apprezzati dell'intera zona.
Altri luoghi d'interesse sono il centro del comune Belsh e la collina di Gradishte, chiamata anche "il monte Gradisht", dove si possono riscontrare i residui delle mura antiche della vecchia cittadina.